# مالكوم سالتر
مالكوم سالتر (10 مايو 1887 في المملكة المتحدة - 15 يونيو 1973 في المملكة المتحدة) (بالإنجليزية: Malcolm Salter)‏ هو لاعب كريكت بريطاني (وحمل سابقاً جنسية المملكة المتحدة لبريطانيا العظمى وأيرلندا). لعب مع نادي مقاطعة غلوستر للكريكت ‏.

## وصلات خارجية
- مالكوم سالتر على موقع إي آس بي آن كريك إنفو (الإنجليزية)